# 杉田一次
杉田 一次（すぎた かずし、1904年〈明治37年〉3月31日 - 1993年〈平成5年〉4月12日）は、日本の陸軍軍人、陸上自衛官。陸士37期・陸大44期。最終階級は帝国陸軍では陸軍大佐、陸自では陸上幕僚長たる陸将。第4代陸上幕僚長を務めた。

## 経歴
米国陸軍隊付の経験に加えて在アメリカ大使館駐在武官補佐官の経験から、対米開戦に終始反対し、海軍をも巻き込んで開戦阻止に動いたが上層部を説得することができなかった。第25軍情報参謀としてマレー作戦に従軍、シンガポールの戦い後の降伏交渉において後半から山下奉文将軍の通訳を務める。イギリス軍に対する降伏勧告文を起案した。
ガタルカナル作戦では大本営派遣参謀として現地に入り、第2師団の作戦に関与。第8方面軍編成に伴いラバウルへ異動。ガタルカナル維持は不可能と大本営へ意見具申。「消極参謀」と批判を受けるが大本営は撤退を決定。撤退計画を立案（担任の井本熊男作戦主任参謀がデング熱で闘病中だったため）。米軍をしてPERFECT!と感嘆させた完全撤退を実施した。
大本営の情報軽視体質に危機感を抱いた杉田は自ら作戦課に陣取り作戦業務に関与。課長から班長へ異例の降格人事の形で作戦課高級参謀兼作戦班長に就任した。
終戦に際し直ちに帰国命令、東久邇宮首相秘書官に就任。進駐軍受け入れに際して米極東軍サザランド参謀長と調整に当たる。当時作成して閣議に提出した「終戦記録」は江藤淳編集の「占領史録」（講談社学術文庫）に所収されている。
1945年9月2日、ミズーリ号での調印式に、日本側全権団に陸軍参謀として参列した。
杉田は俘虜関係調査中央委員会第4班に加わり、シンガポール華僑粛清事件の戦犯裁判対策のための報告をまとめた。その後巣鴨プリズンに拘置されていたが、1946年9月2日、英軍ワイルド大佐により、同事件への関与の容疑で正式に逮捕され、軍用機でシンガポール・チャンギ刑務所へ送致された。同事件の裁判に検察側証人として出廷することになった。杉田は証人としてシンガポールの保安隊に収容されているときに、「上官の罪状を述べるに忍びず、証人台に立つより潔く自決を選ぶ。英軍諸士へ宜敷く」と記した遺書を書き、頸動脈を切って自決を図るが、一命を取りとめた。遺書には「死の抗議」と朱書きされ、以下のことが記されていた。「いたずらに英国の精神的残虐行為を受けるよりは、英国のため又在留日本軍将兵のため『死の抗議』により英国当局の反省を促さんとするにあり」(世界戦略シリーズ『杉田一次遺稿集」87ページに遺書全文所収。また、同遺書を死の床で見た杉田は、いくつかのコメントを残している)
戦後は辰巳栄一中将とともにGHQ歴史課で戦史研究に携わった他、情報機関設立に関与。吉田茂首相の信任が厚かった。
陸上自衛隊に入り、1960年3月から1962年3月まで陸上幕僚長を務めた。陸幕長退任に当たって後任は「元軍人であるべき」ことを防衛庁長官に意見具申し、井本熊男幹部学校長を推薦したが、内局の妨害で内務省出身の大森寛が就任した。
退官後は、社団法人日本郷友連盟会長、社団法人安全保障懇話会理事長、東京都防衛協会会長、東部防衛協会会長、日本郷友連盟名誉会長、日本世界戦略フォーラム会長を務めた。

## 年譜

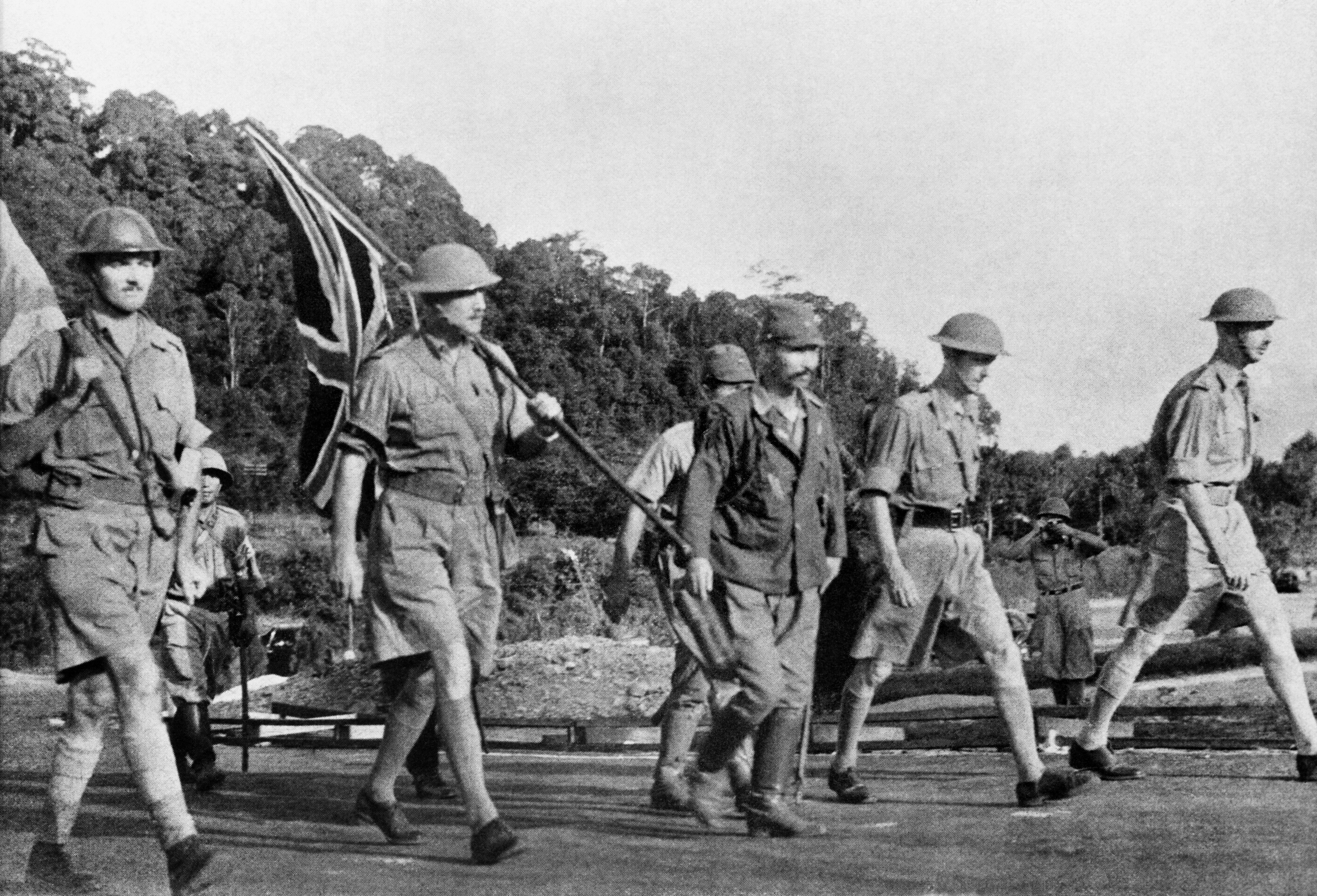
シンガポールにて降伏したパーシバル将軍（右端）と杉田（中央）

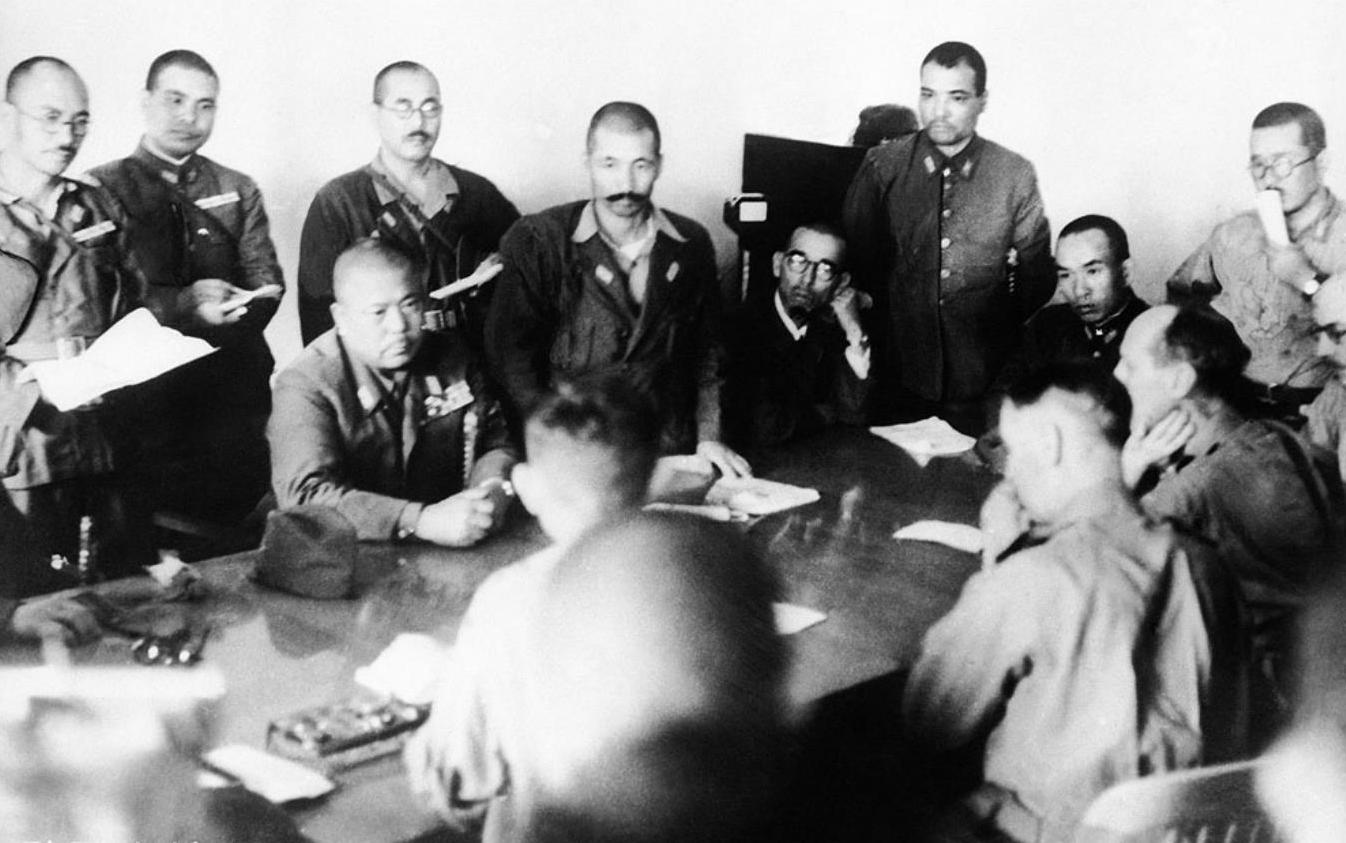
山下・パーシバル両司令官会見での杉田（山下将軍の右側）

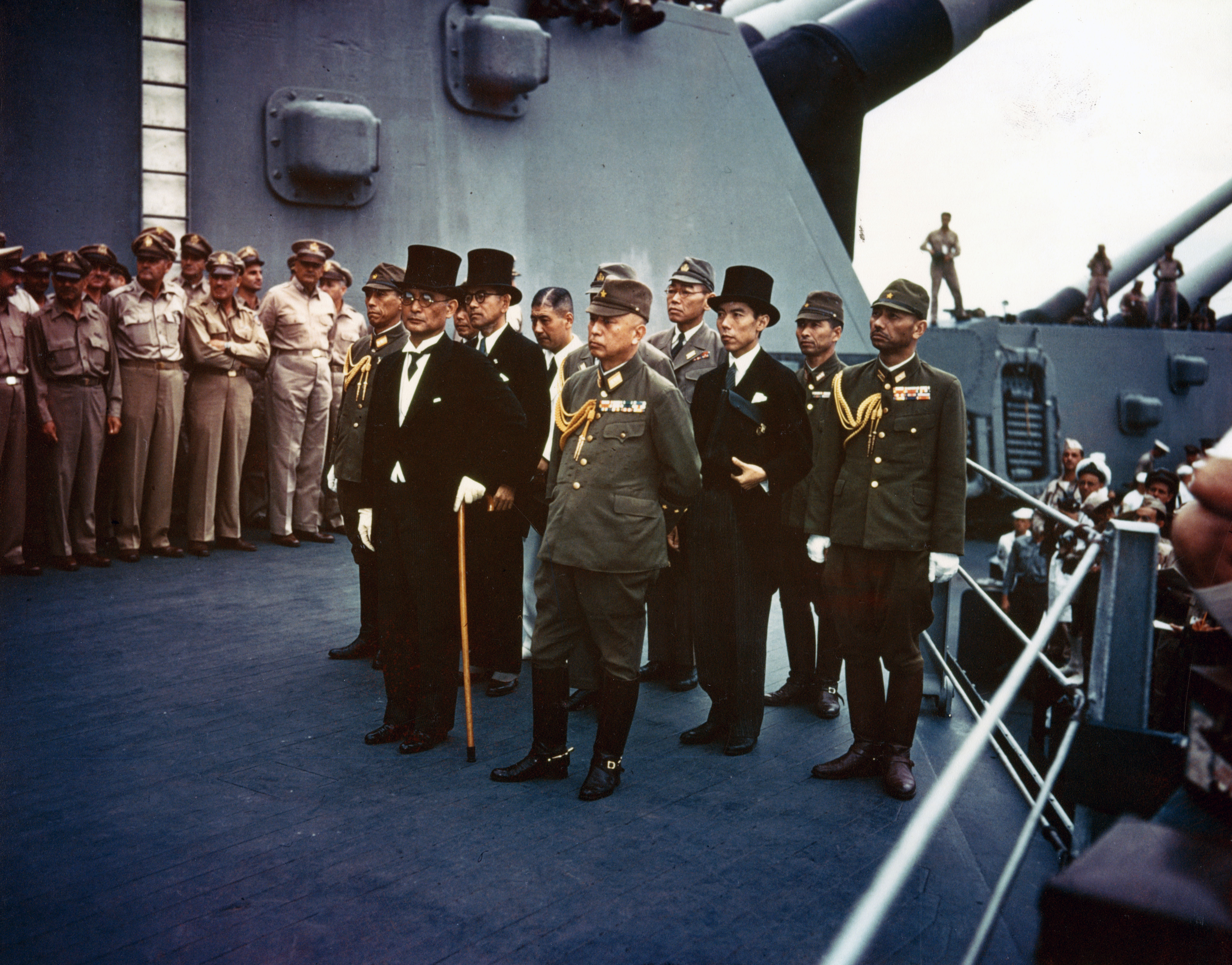
降伏文書調印式に出席する杉田（後列右から二番目）

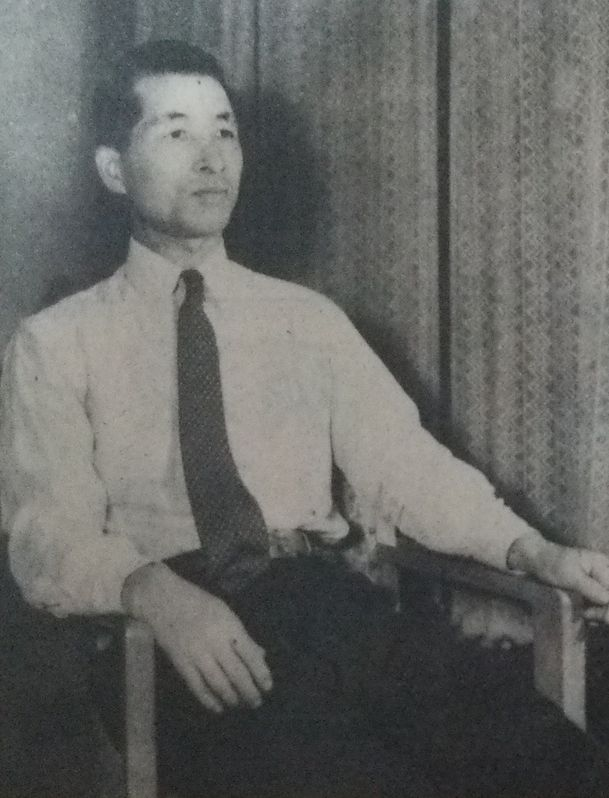
杉田一次（1951年）

郡山中学（現：奈良県立郡山高等学校）を卒業し、1921年（大正10年）4月、陸軍予科士官学校へ進む。
- 1923年（大正12年）10月：陸軍士官学校本科入校
- 1925年（大正14年）
  - 7月：陸軍士官学校卒業（第37期）
  - 10月：陸軍歩兵少尉任官、歩兵第37連隊付
- 1928年（昭和03年）10月：陸軍歩兵中尉
- 1932年（昭和07年）11月：陸軍大学校卒業（第44期）
- 1933年（昭和08年）12月：参謀本部付勤務
- 1934年（昭和09年）
  - 3月：陸軍歩兵大尉
  - 12月：参謀本部員
- 1937年（昭和12年）
  - 1月：アメリカ合衆国駐在
  - 4月：アメリカ陸軍第26歩兵連隊（英語版）付
  - 10月：在アメリカ大使館付駐在武官補佐官
- 1938年（昭和13年）
  - 7月：陸軍歩兵少佐
  - 9月：イギリス駐在
- 1939年（昭和14年）
  - 2月：参謀本部部員（欧米課）
  - 7月：兼東久邇宮稔彦王付副官
- 1941年（昭和16年）
  - 3月：陸軍中佐
  - 11月：第25軍参謀
- 1942年（昭和17年）
  - 4月：大本営参謀
  - 8月：第17軍参謀
  - 11月：第8方面軍参謀
- 1943年（昭和18年）
  - 5月：参謀本部部員
  - 6月：兼東久邇宮稔彦王付副官
  - 10月：参謀本部課長
- 1944年（昭和19年）
  - 3月：陸軍大佐
  - 4月：大本営参謀（作戦課作戦班長[12]）
- 1945年（昭和20年）
  - 7月：第17方面軍参謀
  - 8月：陸軍省軍務局付、引き続いて内閣総理大臣秘書官（東久邇宮内閣）
  - 11月：予備役
  - 12月：第一復員大臣秘書官
- 1946年（昭和21年）
  - 7月：巣鴨拘置所に拘禁
  - 9月：シンガポールのチャンギー監獄に移送
- 1947年（昭和22年）
  - 5月：日本に送還される。その後はGHQの下で太平洋戦史の研究を行う。
  - 11月：公職追放の仮指定を受ける[13]。

- 1952年（昭和27年）
  - 7月14日：警察予備隊入隊（1等警察正）
  - 10月15日：北部方面副総監に就任
- 1953年（昭和28年）2月1日：保安監補に任命
- 1954年（昭和29年）
  - 7月1日：陸上自衛隊発足、陸将に任命
  - 8月20日：陸上自衛隊富士学校長兼富士駐とん地司令に就任
- 1957年（昭和32年）3月12日：第3管区総監（現在の第3師団長）に就任
- 1959年（昭和34年）8月1日：東部方面隊準備本部長に就任
- 1960年（昭和35年）
  - 1月14日：初代 東部方面総監に就任
  - 3月11日：第4代 陸上幕僚長に就任
- 1962年（昭和37年）3月12日：退官。退官後、社団法人日本郷友連盟会長等を務める。
- 1974年（昭和49年）4月29日：勲二等瑞宝章受章
- 1984年（昭和59年）11月12日：日本世界戦略協議会(のちに日本世界戦略フォーラムと改称）を設立。会長に就任した。理事長は法眼晋作元外務事務次官
- 1993年（平成05年）4月12日：死去、叙・正四位

## 栄典
- レジオン・オブ・メリット・コマンダー - 1962年（昭和37年）3月9日
- 勲二等瑞宝章 - 1974年（昭和49年）4月29日

## 著書
- 『忘れられている安全保障』（時事通信社、1967年）
- 藤原岩市共著『スイスの国防と日本』（時事通信社、1971年）
- 『近代日本の政戦略－幕末から第一次大戦まで』（原書房、1978年2月）
- 『日本の政戦略と教訓－ワシントン会議から終戦まで』（原書房、1983年1月）ISBN 978-4562013487
- 『情報なき戦争指導－大本営情報参謀の回想』（原書房、1987年8月）ISBN 978-4562018864
- 『杉田一次遺稿集』（「世界戦略シリーズ VOL.8 NO.1」日本世界戦略フォーラム編、1993年7月）、冊子
- 『国家指導者のリーダーシップ－政治家と将帥たち』（原書房、1993年8月）ISBN 978-4562024438

### 注
1. ↑  ただし、「かずし」ではなく「いちじ」と読ませる資料もある[2]。